# Old Harbor
Old Harbor est une localité d'Alaska aux États-Unis dans le Borough de l'île Kodiak dont la population était de 218 habitants en 2010.

## Situation - climat
Elle est située sur la côte sud-est de l'île Kodiak, à 113 km de la ville de Kodiak et à 518 km d'Anchorage.
Le climat est maritime, avec des nuages fréquents et du brouillard. Le vent peut y être très fort de décembre à février. Les températures vont de −4 °C à 16 °C.

## Histoire - activités
L'endroit a été habité depuis au moins 2000 ans. Le russe Grifoti Shelikov s'y est rendu en 1784 et la Three Saints Bay, du nom de son bateau, devint la première colonie russe en Alaska. En 1788, un tsunami a dévasté la région, suivi de deux tremblements de terre en 1792, qui ont entraîné le déplacement de la communauté là où se trouve actuellement la ville de Kodiak. Un nouveau village a été rétabli à Three Saints Harbor en 1884, appelé Staruigavan qui est le mot russe pour Old Harbor (vieux port).
Les habitants actuels sont des descendants du peuple Alutiiq. La poste a ouvert en 1931.
Le séisme de 1964 en Alaska a à nouveau détruit le village dont seules deux maisons et l'églises restèrent debout. La communauté l'a reconstruit au même endroit.
L'économie locale repose actuellement essentiellement sur la pêche commerciale, ainsi que sur les activités de subsistances et le tourisme, avec quelques hébergements et un service de guides.

## Démographie
| 1880 | 1890 | 1920 | 1930 | 1940 | 1950 |
| ---- | ---- | ---- | ---- | ---- | ---- |
| 160  | 86   | 54   | 84   | 109  | 121  |

| 1960 | 1970 | 1980 | 1990 | 2000 | 2010 |
| ---- | ---- | ---- | ---- | ---- | ---- |
| 193  | 290  | 340  | 284  | 237  | 218  |

## Sources et références
- (en) CIS

- (en) Cet article est partiellement ou en totalité issu de l’article de Wikipédia en anglais intitulé « Old Harbor, Alaska » (voir la liste des auteurs).

1. ↑  « Statistiques des États-Unis - Alaska - Profils des communautés de 2010 » (consulté en novembre 2020)